# Венеция — Санта-Лучия
Венеция — Санта-Лучия (итал. Venezia Santa Lucia) — главная железнодорожная станция Венеции, конечная станция на железной дороге Милан — Венеция. Управляется операторами RFI и Grandi Stazioni.

## Расположение

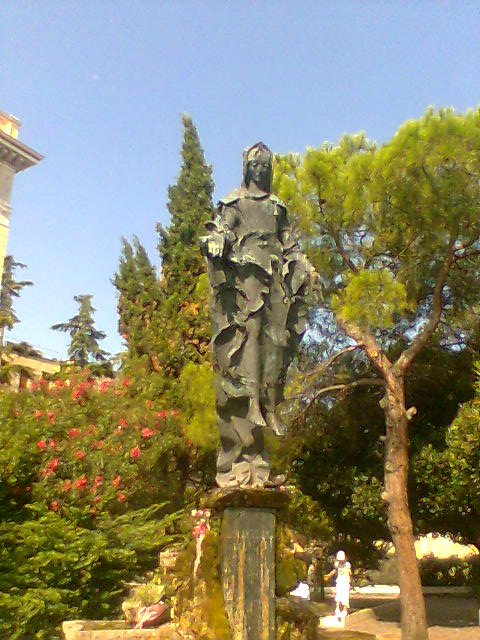
Статуя Святой Лючии перед станцией

Станция расположена в 267 км от Милана. Венеция-Санта-Лючия находится в западной части Гранд-канала, в районе Каннареджо. Набережная перед станцией связана мостом Конституции с Римской площадью (Piazzale Roma) — главным автобусным терминалом Венеции. Рядом со станцией расположена церковь Скальци и мост Скальци. В непосредственной близости от вокзала Санта-Лючия находится знаменитое еврейское гетто (само название «гетто» и возникло из Венеции, где рядом с еврейским районом оказалась знаменитая пушечная фабрика Ghetta), в дальнем от вокзала конце которого располагается еврейский дом отдыха с миквой.

## История
Работы по строительству станции начались в 1860 году. В 1861 году были снесены монастырь и церковь Святой Лючии, находившиеся на месте будущей станции. Современный вид станция приобрела после ряда проектов конкурса 1934 года, выигранного архитектором Вирждилио Валло, и переработки его проекта в 1943 году архитектором-рационалистом Аньоло Мадзони. Работы по возведению главного здания проходили в 1936—1943 годах, но были закончены лишь в 1952 году на основе проекта инженера Паоло Перилли. На фасаде здания размещены буквы FS, означающие Ferrovie dello Stato — «Государственные железные дороги».
С ноября 2009 года велись реставрационные работы, бюджет которых составил ориентировочно 24 млн евро.